# Cattura della flotta olandese a Den Helder
La cattura della flotta olandese a Den Helder da parte dell'esercito rivoluzionario francese del 23 gennaio 1795 ebbe luogo ad opera del generale di brigata Jan Willem de Winter, comandante l'VIII reggimento Ussari, coadiuvato dal battaglione del V reggimento  di fanteria leggera, al comando del tenente-colonnello Louis Joseph Lahure.

## Antefatto
Il fatto d'arme ebbe luogo durante le campagne militari francesi contro gli alleati della prima coalizione antifrancese. L'armata rivoluzionaria, al comando del generale Pichegru, era entrata in Amsterdam il 19 gennaio 1795 per acquartierarsi per l'inverno. Pichegru venne informato che a circa 80 km a nord di Amsterdam una flotta militare olandese era bloccata dai ghiacci presso Den Helder. Ad evitare l'occupazione della cittadina da parte delle truppe britanniche e la fuga delle navi da guerra olandesi verso l'Inghilterra, una volta liberatesi dai ghiacci, Pichegru inviò il generale di brigata Jan Willem de Winter, un olandese di nascita che combatteva per la rivoluzione, con un distaccamento di cavalleria dell'VIII Reggimento Ussari ed un battaglione di fanteria ad occuparsi del problema.

## La cattura della flotta
La notte del 23 gennaio, dopo aver provveduto a che i cavalli, con il rumore dei loro zoccoli sulla superficie ghiacciata, non svegliassero i marinai olandesi dormienti, i cavalleggeri francesi, appoggiati dal fuoco dei tiratori della fanteria, si lanciarono all'attacco abbordando le navi. Essendo queste ultime bloccate inclinate, i loro cannoni puntavano necessariamente in basso e non poterono così sparare contro gli assalitori di terra. Tutti e 14 i vascelli da guerra olandesi più alcune navi mercantili furono così catturati dalle truppe francesi e la cittadina di Den Helder occupata. Fu questo un caso unico, nella guerra sul mare, che una flotta sia stata catturata da una carica di cavalleria.